# كلايد فان دوسن
كلايد فـان دوسن (بالإنجليزية: Clyde Van Dusen)‏ هو مدرب خيول أمريكي، ولد في 10 ديسمبر 1885 في باربر ‏، وتوفي في 8 يناير 1951.